# 9998 ISO

9998 ISO

9998 ISO eller 1293 T-1 är en asteroid i huvudbältet som upptäcktes den 25 mars 1971 av den nederländsk-amerikanske astronomen Tom Gehrels och det nederländska astronomparet Ingrid van Houten-Groeneveld och Cornelis Johannes van Houten vid Palomarobservatoriet. Den är uppkallad efter den vetenskapliga satelliten Infraröda rymdobservatoriet (ISO).
Asteroiden har en diameter på ungefär 2 kilometer.